# Uomo-lucertola di Lee County
L'Uomo-lucertola della palude minerale di Scape, conosciuto anche come l'Uomo-lucertola di Lee County, è un presunto umanoide che sarebbe vissuto nella Contea di Lee (Carolina del Sud) in un arco di tempo compreso tra il 1988 e il 2005.

## Descrizione

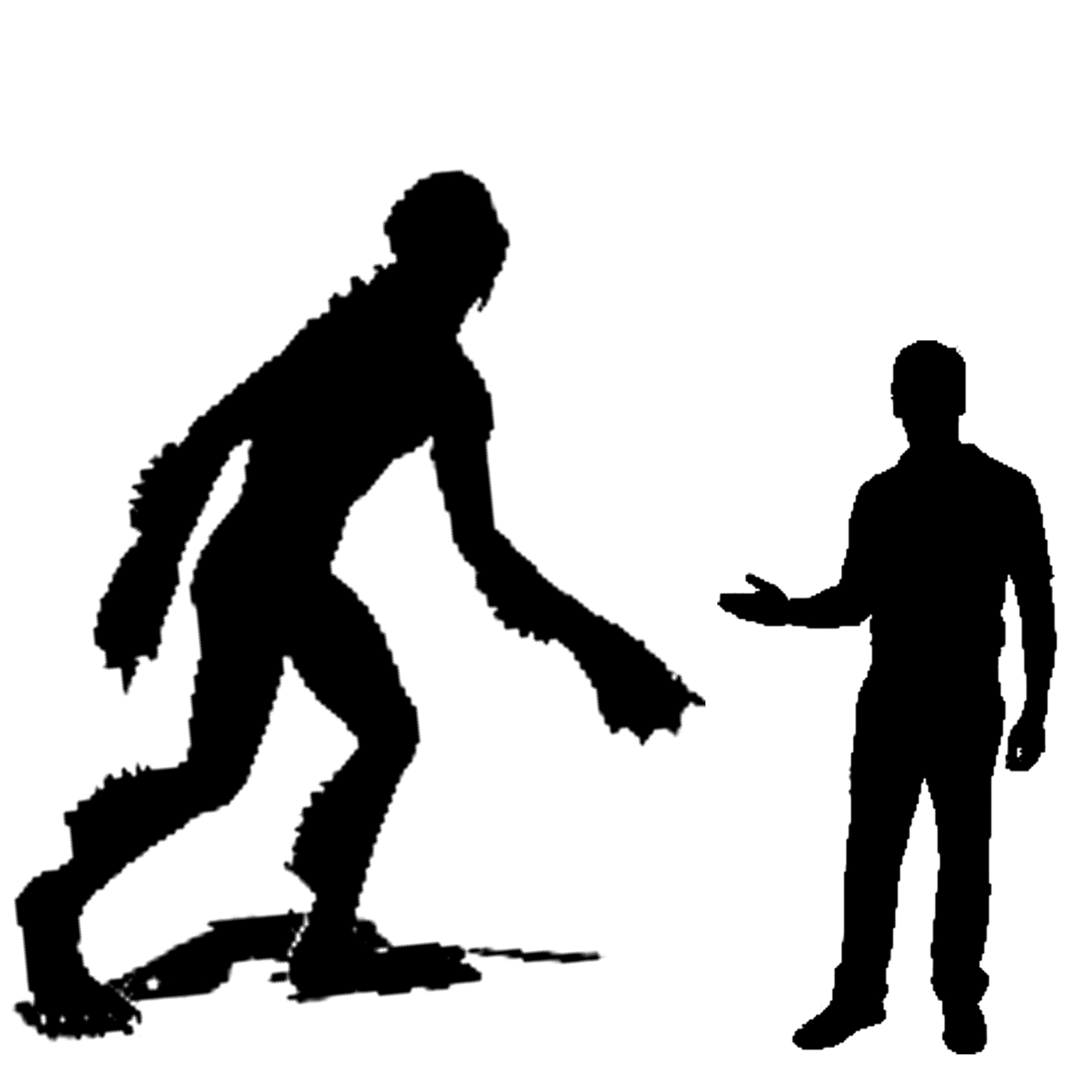
Raffigurazione dell'uomo-lucertola di Lee County

L'uomo-lucertola è descritto come bipede, alto circa due metri e dieci, di corporatura robusta, con occhi rossi che emettono luce e il corpo ricoperto da squame verdi. Ai piedi e alle mani avrebbe tre artigli, che terminerebbero con una parte più scura.

## Avvistamenti
Il primo avvistamento della creatura avvenne il 29 giugno 1988, da parte di Christopher Davis, un giovane diciassettenne della Contea di Lee, che riferì di aver incontrato la creatura al ritorno dal lavoro, verso le 14.00. Secondo un cliente abituale, Davis era rimasto bloccato sulla strada per la palude mineraria di Scape, a causa di una gomma bucata, e dopo aver finito di cambiare la ruota, avrebbe udito dei rumori sinistri non molto distanti dalla strada. Alla vista di una creatura squamata non distante dalla macchina, il ragazzo si sarebbe rifugiato all'interno della vettura.
Davis riferì che la creatura avrebbe provato ad afferrare l'automobile per sollevarla, e non riuscendoci si lanciò sul tetto, aderendo sopra ad esso. Davis si sarebbe difeso dagli attacchi del mostro, che avrebbe ripetutamente provato a tirarlo fuori dall'auto. Fatto ritorno a casa, lo specchietto sinistro dell'auto risultò gravemente danneggiato, e sul tettuccio furono trovati numerosi graffi e scalfitture, uniche prove tangibili del suo presunto incontro con il mostro.
Nel mese successivo, aumentarono i casi di avvistamenti dell'uomo-lucertola, così come strani graffi e scalfitture in molte auto parcheggiate nelle vicinanze della palude.
Il funzionario di legge della contea fece un rapporto sull'uomo-lucertola accumulando ogni avvistamento credibile e inverosimile; nel contempo furono dichiarate credibili un numero sufficiente di segnalazioni fatte da gente apparentemente affidabile, finché non si pensò ad una psicosi collettiva o alla possibilità che si trattasse di un orso di grandi dimensioni.
Due settimane dopo il primo avvistamento, lo sceriffo effettuò diversi calchi di quelle che sembravano essere impronte di piedi con tre dita (alcuni dei quali raggiungevano i 36 cm di lunghezza), ma quando i biologi non riuscirono ad identificarle vennero spedite all'FBI. Secondo il portavoce del Dipartimento delle Risorse Marine della Carolina del Sud, Johnny Evans, le analisi non avrebbero potuto essere identificate, né scambiate, con quelle di qualsiasi animale conosciuto. Evans inoltre negò la possibilità che i graffi potevano essere stati fatti da una forma sconosciuta di creatura mutata.
I continui avvistamenti hanno aiutato l'economia locale, attraendo i turisti interessati ad avvistare e fotografare la creatura e cacciatori interessati a rintracciarla, mentre una stazione radiofonica vicina offrì la ricompensa di 1 000 000 di dollari a chiunque fosse riuscito a catturare il mostro vivo. Tuttavia, gli avvistamenti della creatura cominciarono a calare verso la fine dell'estate e l'ultimo avvistamento credibile venne segnalato in luglio.
Il 5 agosto Kenneth Orr, un aviatore della Shaw Air Force Base, inviò un rapporto alla polizia, affermando di avere avuto un incontro diretto con l'uomo-lucertola sulla statale 15, e che sparando alla creatura sarebbe riuscito a ferirla. Orr portò alla polizia anche numerose scaglie e una piccola quantità di sangue. Orr ritrattò la dichiarazione due giorni dopo, quando venne accusato di aver tenuto la pistola illegalmente e di aver consegnato un rapporto falso alla polizia. Secondo le autorità, Orr aveva inventato l'avvistamento e il conseguente attacco per mantenere viva la storia circolante sull'uomo-lucertola.

## Avvistamenti recenti
Nell'ottobre 2005, una donna di Newberry (Carolina del Sud) ha dichiarato alla polizia di aver avvistato due creature somiglianti all'uomo-lucertola fuori da casa sua. L'ufficiale contattato, Michael Kennedy, apparentemente divertito, rispose alla donna che di tanto in tanto alla creatura piace dare un'occhiata agli umani.

## Nella cultura di massa
A partire dal luglio del 2005, l'uomo-lucertola è stato ripreso nelle pubblicità per promuovere la lotteria nella Carolina del Sud.